# Aimés
Eymeux és un municipi francès situat al departament de la Droma i a la regió d'Alvèrnia-Roine-Alps. L'any 2007 tenia 879 habitants.

## Demografia

### Població
El 2007 la població de fet d'Eymeux era de 879 persones. Hi havia 295 famílies de les quals 58 eren unipersonals (29 homes vivint sols i 29 dones vivint soles), 79 parelles sense fills, 133 parelles amb fills i 25 famílies monoparentals amb fills.
La població ha evolucionat segons el següent gràfic:
Habitants censats

### Habitatges
El 2007 hi havia 348 habitatges, 318 eren l'habitatge principal de la família, 14 eren segones residències i 17 estaven desocupats. 327 eren cases i 19 eren apartaments. Dels 318 habitatges principals, 242 estaven ocupats pels seus propietaris, 65 estaven llogats i ocupats pels llogaters i 11 estaven cedits a títol gratuït; 2 tenien una cambra, 8 en tenien dues, 29 en tenien tres, 93 en tenien quatre i 186 en tenien cinc o més. 254 habitatges disposaven pel capbaix d'una plaça de pàrquing. A 110 habitatges hi havia un automòbil i a 186 n'hi havia dos o més.

### Piràmide de població
La piràmide de població per edats i sexe el 2009 era:
| Homes | Edats   | Dones |
| ----- | ------- | ----- |
| 0     | 95 o +  | 0     |
| 0     | 90 a 94 | 4     |
| 4     | 85 a 89 | 0     |
| 4     | 80 a 84 | 0     |
| 8     | 75 a 79 | 24    |
| 24    | 70 a 74 | 12    |
| 12    | 65 a 69 | 4     |
| 8     | 60 a 64 | 16    |
| 4     | 55 a 59 | 12    |
| 20    | 50 a 54 | 20    |
| 20    | 45 a 49 | 24    |
| 36    | 40 a 44 | 16    |
| 36    | 35 a 39 | 32    |
| 4     | 30 a 34 | 20    |
| 32    | 25 a 29 | 20    |
| 20    | 20 a 24 | 0     |
| 16    | 15 a 19 | 16    |
| 24    | 10 a 14 | 24    |
| 24    | 5 a 9   | 12    |
| 28    | 0 a 4   | 12    |

## Economia
El 2007 la població en edat de treballar era de 573 persones, 448 eren actives i 125 eren inactives. De les 448 persones actives 401 estaven ocupades (218 homes i 183 dones) i 47 estaven aturades (23 homes i 24 dones). De les 125 persones inactives 41 estaven jubilades, 44 estaven estudiant i 40 estaven classificades com a «altres inactius».

### Ingressos
El 2009 a Eymeux hi havia 344 unitats fiscals que integraven 986,5 persones, la mediana anual d'ingressos fiscals per persona era de 17.919 €.

### Activitats econòmiques
Dels 33 establiments que hi havia el 2007, 6 eren d'empreses de construcció, 10 d'empreses de comerç i reparació d'automòbils, 2 d'empreses d'hostatgeria i restauració, 1 d'una empresa financera, 1 d'una empresa immobiliària, 5 d'empreses de serveis i 8 d'entitats de l'administració pública.
Dels 6 establiments de servei als particulars que hi havia el 2009, 1 era un taller de reparació d'automòbils i de material agrícola, 1 paleta, 2 fusteries, 1 empresa de construcció i 1 agència immobiliària.
L'únic establiment comercial que hi havia el 2009 era una botiga de menys de 120 m².
L'any 2000 a Eymeux hi havia 31 explotacions agrícoles que ocupaven un total de 1.029 hectàrees.

## Equipaments sanitaris i escolars
El 2009 hi havia 1 escola maternal integrada dins d'un grup escolar amb les comunes properes formant una escola dispersa i 1 escola elemental integrada dins d'un grup escolar amb les comunes properes formant una escola dispersa.

## Poblacions més properes
El següent diagrama mostra les poblacions més properes.